# Allium burlewii
{{#ifeq:0|0|{{#if:|{{#if:Alliumburlewii|[[]}}|}}}}
Allium burlewii — вид трав'янистих рослин родини амарилісові (Amaryllidaceae), ендемік Каліфорнії (США).

## Опис
Цибулини як правило, поодинокі, яйцюваті, 1.5–2.5 × 1–1.5 см; зовнішні оболонки коричневі або сіруваті, перетинчасті; внутрішні оболонки білі. Листки в'януть від кінчика в період цвітіння, 1, листові пластини плоскі або широко жолобчасті, 8–33 см × 1–10 мм, краї цілі. Стеблина зазвичай опадає з листям після дозрівання насіння, поодинока, пряма, 2–20 см × 1–3 мм. Зонтик стійкий, прямостійний, компактний, 8–20(30)-квітковий, від кулястого до конічного, цибулинки невідомі. Квіти від конусоподібних до дзвінчастих, 7–10 мм; листочки оцвітини суворо прямостійні, тьмяно-пурпурові з темнішими серединними жилками, яйцюваті, ± рівні, краї цілі, верхівка тупа. Пиляки пурпурові; пилок жовтий або сірий. Насіннєвий покрив блискучий. 2n = 14.
Період цвітіння: кінець квітня — липень.

## Поширення
Поширений у штаті Каліфорнія (США).
Населяє гранітні піски, росте на сухих схилах та хребтах; 1800–2800 м.